# Англосаксонский пантеон
Англосаксонские боги — божества, которым поклонялись племена англов, саксов и ютов, поселившиеся на территории Англии в V веке н.э.

## Список богов и богинь англосаксонского пантеона.
| Англосаксонское имя     | Древнегерманский эквивалент | Скандинавский эквивалент | Сфера влияния                                                                         | См. также                                 |
| ----------------------- | --------------------------- | ------------------------ | ------------------------------------------------------------------------------------- | ----------------------------------------- |
| Bældæg                  | Balder                      | Бальдр                   | Вечная жизнь                                                                          |                                           |
| Ēostre                  | Ôstarâ                      | отсутствует              | Богиня жизни                                                                          | Беда Достопочтенный «De temporum ratione» |
| Erce                    | Нерта                       | Нерта                    | Богиня земли                                                                          |                                           |
| Freo                    |                             | Фрейя                    | Сестра Ингви-Фрейра; богиня любовной страсти и плодородия                             |                                           |
| Frīg                    | Frîja                       | Фригг (и Фрейя)          | Богиня любви                                                                          | Пятница                                   |
| Gēat                    | Gausus                      | Gautr                    | Бог народа                                                                            |                                           |
| Helith                  | Hel                         | Хель                     | Богиня смерти                                                                         | Фольклор Дорсета                          |
| Hreða                   | отсутствует                 | отсутствует              | Богиня земли / Гея (воплощение земли)                                                 | Беда Достопочтенный «De temporum ratione» |
| Ingui Frea (Lord Ingui) |                             | Ингви-Фрейр              | Бог плодородия, любовной страсти, богатства. Повелитель эльфов и их страны Эльфхейма. |                                           |
| Seaxnēat                | Saxnôte                     | отсутствует              | Родоначальник племени саксов, бог-покровитель семейных уз и семей                     |                                           |
| Þunor                   | Donar                       | Тор                      | Бог неба и грозы                                                                      | Четверг                                   |
| Tīw                     | Zîu                         | Тюр                      | Бог справедливости                                                                    | Вторник                                   |
| Wōden                   | Wodan                       | Один                     | Верховный бог, бог войны, поэзии и мистического экстаза                               | Среда «Заклинание девяти трав»            |
| Wuldor                  |                             | Улль                     | Бог стрельбы из лука, лыж, охоты и щитов                                              |                                           |